# Flörsbachtal
Flörsbachtal este o comună din landul Hessa, Germania.